# Paganica

Paganica est une localité située à flanc de coteau dans la province de L'Aquila, dans les Abruzzes , région du sud de l'Italie. C'est une frazione distante de  7 km de la commune de L'Aquila  et compte une population d'environ 5 000 habitants.

## Histoire
La localité est une ancienne ville romaine. En 1254 ses citoyens ont pris part à la fondation de L'Aquila par Manfred de Sicile. Jusqu'en 1927, elle a été une municipalité autonome finissant par être rattachée avec d'autres localités à la ville de L'Aquila.
Le 6 avril 2009, Paganica victime du tremblement de terre de L'Aquila, est gravement endommagée et 70 % de ses bâtiments détruits. L'épicentre du tremblement de terre se situe le long de la route entre L'Aquila et Paganica, cette dernière étant la ville la plus proche de l'épicentre.

## Principaux sites touristiques
- Sanctuaire de la Madonna d'Appari (XIVe siècle), construit directement sur le rocher et caractérisé par de précieuses fresques.
- Basilique romane de San Giustino (VIIIe – XIIe siècle)
- Église de Santa Maria Assunta, d'origine franco-lombarde, reconstruite au XVIIe siècle. La façade est de 1655.
- Palais ducal et, à proximité, la maison gothique (XIVIe siècle).

## Transport
Paganica possède une station ferroviaire sur la ligne de chemin de fer Terni–Sulmona avec des trains menant à L'Aquila et à Sulmona.